# Barmal (huyện)
Barmal là một huyện thuộc tỉnh Paktika, Afghanistan. Dân số thời điểm năm 1999 là 28,81 người.